# 喀山克里姆林宫
喀山克里姆林宫（俄语：Казанский Кремль，羅馬化：Qazan kirmäne）是鞑靼斯坦的主要城堡，坐落于首府喀山。依伊凡雷帝旨意，在喀山汗国原城堡遗址上修建。在2000年成为世界遗产。